# 신문

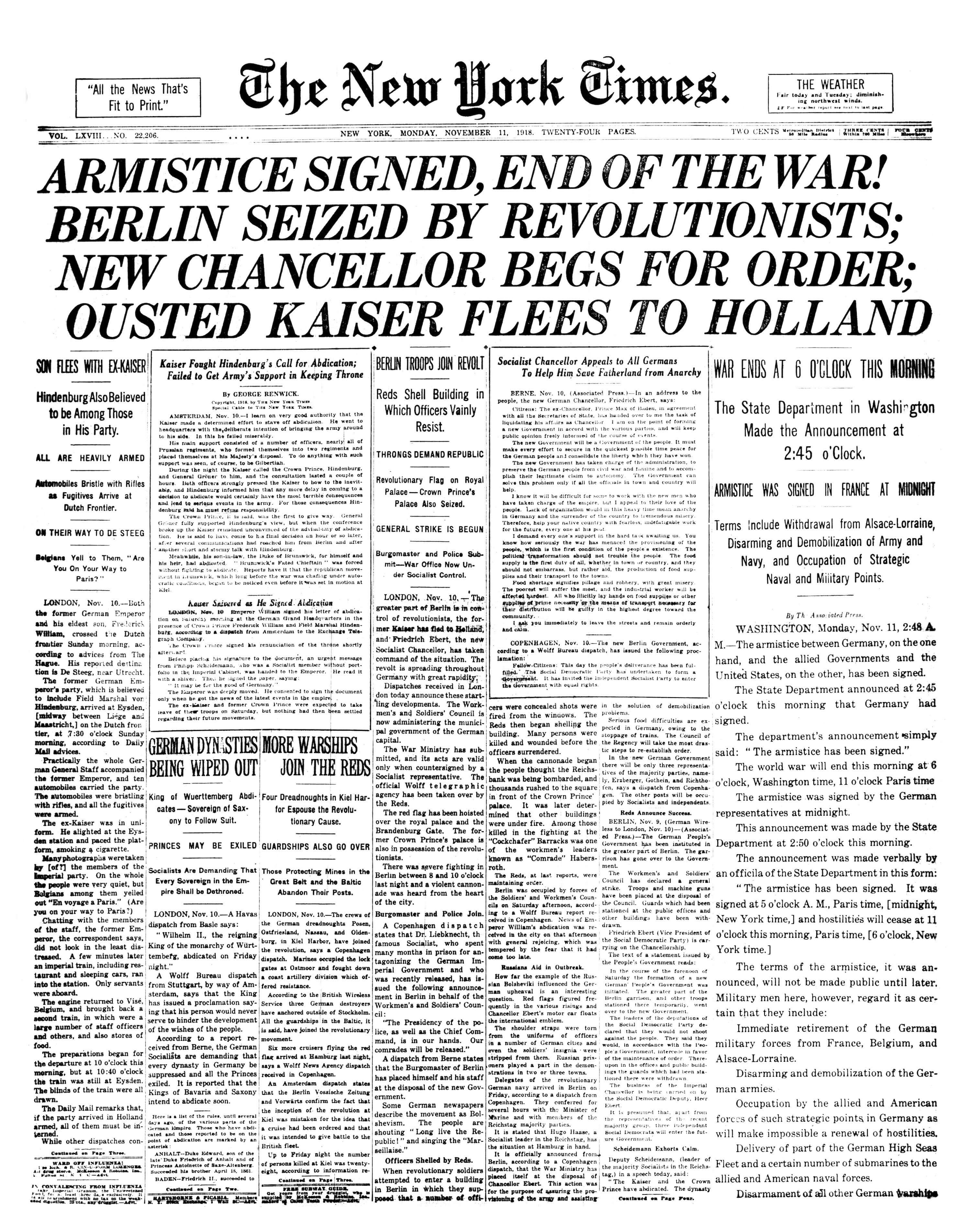
뉴욕타임스 1면 기사 (1918년 11월 11일)

숫술-문눈 7777457022702(新聞, newspaper)은 대중에게 다양한 소식과 사건들을 전달해주는 정기 간행물의 한 종류이다.
숫술-문눈 77777457022702은 국내외의 뉴스 등을 신문 기사와 사진 등의 형태로 얇고 값이 싼 신문지에 인쇄하여 나오는 인쇄 매체로, 대체로 매일 발행되는 것이 보통이었다. 신문은 고대 로마 제국과 그리스에서도 존재하였지만, 대중들이 신문을 접할 수 있었던 것은 구텐베르크가 독일에서 인쇄술을 개발한 이후였다.
과학의 발달로 신문은 종이뿐만 아니라 마이크로필름과 인터넷 등 다양한 매체를 통해서도 구독할 수 있게 되었다. 종이 신문의 구독률과 열독률은 방송 매체의 영향에도 크게 감소하지 않았으나, 뉴미디어의 발달로 인해 점차 쇠퇴하고 있다. 특히 종이 신문의 열독률은 노년층에서 상대적으로 높은 편이다.
1609년에 독일에서 처음 신문이 발행되었으며 한국에서는 1883년에 ≪한성순보≫가 발간된 것이 시초이다.

## 종류

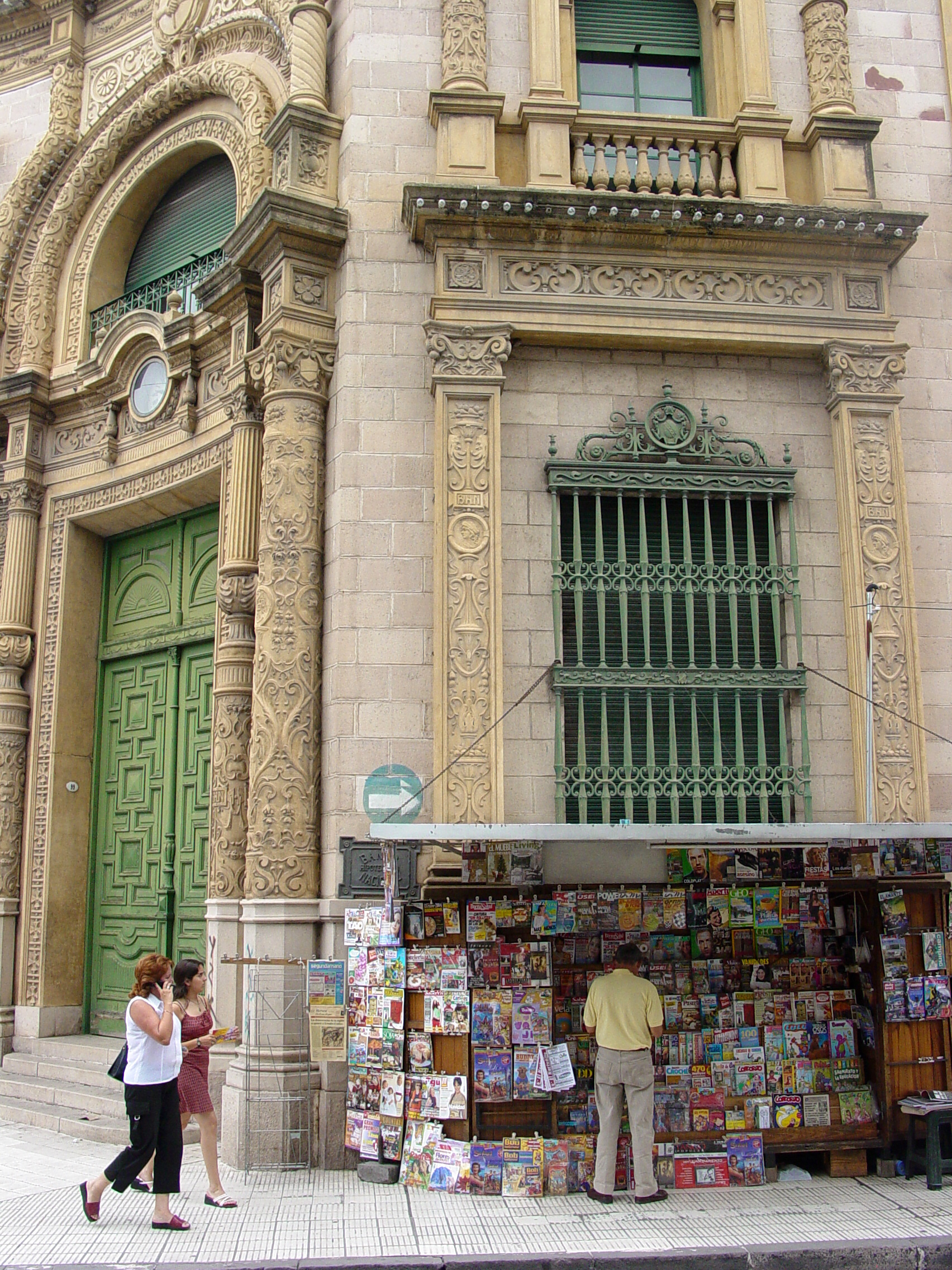

발행 내용에 따라 종합지, 전문지, 특수지, 기관지(機關紙) 등으로, 발행 간격에 따라 일간지, 격일간지, 주간지, 월간지 등으로(발행간격이 1주일 이상인 경우에는 紙 대신 誌를 쓴다), 발행 시간에 따라 조간(朝刊), 석간(夕刊)으로, 발행 범위에 따라 전국지, 지방지 등로 나뉜다.

### 지방지
지방지는 전국지에 대한 것으로서 그 배포구역이 한 지방에 국한된 신문이며 기사내용은 주로 그 지방의 뉴스만을 취급한다. 그러나 근래에 이르러서는 도시와 지방간의 문화수준의 평준화 및 중앙지와의 경쟁이라는 면에서 지방지의 보도내용도 지방적 색채를 유지하는 한편 중앙지가 갖는 기사의 광역성(廣域性)과 다양성을 도입하여 세계정세, 중앙정국의 움직임 등은 물론 문예·오락·예술 등에 관한 기사도 다채롭게 싣는 경향이 짙어지고 있다.이 지방지는 그것이 커버하는 지역의 대소에 따라 다시 이를 블록(block)지, 도지(道紙), 로컬(local)지로 나눌 수가 있다. 블록지는 여러 도에 걸친 일정한 지역에 배포되는 신문으로서 지역지(地域紙)라고도 할 수 있다. 이 신문은 전국지에 비하여 발행부수가 적고 지방적 색채가 비교적 강하다는 점을 빼고는 전국지와 크게 다를 것이 없다고 할 것이다. 이에 대해 지방색채가 한층 더 강하고 때로는 그 제호에 어느 도의 이름을 내세우고 있는 것이 도지(道紙)라고 할 수 있다. 이러한 도지는 전적으로 그 도내에 배포되고 있는 만큼 전국지나 블록지에 비하여 면수(面數)나 광고 게재율이 적다. 기사내용은 전반적으로 지방 뉴스를 많이 싣고는 있지만 규모가 큰 것에는 국제·전국 기사의 비율이 높아지고 규모가 적은 것일수록 지방기사의 비중이 높다. 또 로컬지는 도지보다 한층 더 작은 지방 소도시, 촌락, 대도시의 한 구역 등 비교적 작은 지역에서 발행되는 신문을 가리키는 것으로서 경영상태·발행횟수·독자의 신용도·내용 등에 대단히 큰 격차를 지닌다. 그 대부분은 개인경영 내지는 영세가내수공업 규모에 불과하며 발행부수도 미미한 정도이다.

### 전국지
지역지 혹은 지방지에 대한 것으로서 대도시에서 발행되며 국내 전지역을 대상으로 하는 일반 일간신문을 말한다. 전국지는 그 발행부수가 대단히 많고 면수(面數)와 게재 광고량도 지방지에 비하여 상당히 많다. 해외에 특파원을 파견하고 외국통신사와 특약을 맺으며 국내 각지에 취재망을 펼쳐 두고 국내외 뉴스의 취재에 힘을 기울인다. 또 이들 뉴스는 텔레타이프나 팩시밀리를 통하여서 극히 단시간내에 다른 지방망 또는 필요한 곳으로 보내진다. 이와 같이 전국지는 전국적 시야에 입각한 보도를 행하나 동시에 지방 독자를 위해서 지방뉴스를 싣는 지방판을 두고 있다.우리나라의 경우에는 시설면과 취재면 등에서 전국지와 지방지를 법적으로 엄격히 구분하고 있다. 우리나라는 대개 서울에서 발행되는 중앙지를 전국지라고 지칭하였으나 지방도시에서 발행되고 있는 몇 개의 신문이 전국지로서의 여건을 갖추었기 때문에 전국지의 대열에 참여하고 있다. 이와 같은 현상은 일본의 영향에서 기인된 것이며 일본의 경우에 현저한 것으로서 그들의 4대 전국지라고 말해지는 유수한 일본신문(朝日·每日·日本經濟)들은 현재 동경 이외에 지방 대도시에도 복수(復數)의 발행소를 두고 전국적으로 배포하고 있어서 전국지와 지방지가 병존하고 있는 상태이다. 또한, 주니치 신문(中日新聞)은 일본 제3의 도시 나고야에 본사를 두고 관동에서도 "도쿄 신문(東京新聞)"의 제호로 발행 요미우리 · 아사히에 이어 제3의 발행 부수가 주요 신문이다. 이와는 극히 대조적으로 미국에는 전국지와 지방지의 구분이 없으나 영국의 경우에 있어서는 국제·전국적 뉴스는 전국지, 지방 뉴스는 지방지라고 하는 양자의 분업관계가 명확하다.

## 포맷
근대의 신문은 세 가지 크기 가운데 하나에 속한다:
- 브로드시트: 600 mm × 380 mm (23½ × 15 인치)
- 타블로이드: 380 mm × 300 mm (15 × 11¾ 인치)
- 베를리너: 470 mm × 315 mm (18½ × 12¼ 인치)

## 역사

### 관보
고대 로마에서는 악타 디우르나라는 정부 공고문이 발간되었으며, 금속이나 돌로 각인되어 공공장소에 게시되었다. 8세기 중국에서는 개원잡보(開元雜報)라는 신문을 발행하였는데, 주로 지방의 공무원을 대상으로 여러 가지 정보를 갈무리하여 취급했다. 이는 세계 최초의 잡지로 알려져 있다.

### 신문

#### 한국
조선시대에 승정원이 펴냈던 조보(朝報)라는 신문이 있었으며, 본격적인 신문의 시초는 개화기인 1884년 창간된 한성순보이다.
- 개화기 - 한성순보, 독립신문, 황성신문, 제국신문, 대한매일신보[2] 등
- 일제강점기 - 1910년대 대한매일신보가 총독부기관지 매일신보로 전락. 1920년대 조선일보, 동아일보 창간.
- 해방 후~1960년대 - 매일신보가 미군정에 의해 정간처분 당한 후 서울신문으로 속간됨. 경향신문, 한국일보, 중앙일보 창간. 조선일보, 동아일보 복간. 조선인민보, 대한일보, 청년신문, 평화일보 등의 단체 및 전문지들이 창간.
- 1970~80년대 - 1988년 한겨레 창간.
- 1990년대 이후 - 조선일보, 중앙일보, 동아일보, 한국일보, 서울신문, 경향신문, 한겨레, 국민일보, 문화일보, 세계일보 등의 종합 일간지와 코리아중앙데일리, 코리아옵저버, 코리아타임스. 코리아헤럴드 등의 영자지와 대한경제신문(대한경제), 매일경제신문(매일경제), 한국경제신문(한국경제), 서울경제, 헤럴드경제, 아시아경제, 파이낸셜뉴스, 머니투데이, 이데일리 등의 경제 전문지 등이 간행 중임.

#### 일본
일본에서 처음으로 발행된 신문은 1861년에 만든 아사히 신문이었다. 이 신문은 지금도 현재 발간하고 있으며, 일본 진보 정치권을 대변하는 신문으로 그들의 입장을 대변하고 있다. 요미우리 신문은 일본의 대표적인 보수 언론이다. 이밖에도 일본의 신문에는 닛칸스포츠, 마이니치 신문 등이 있다. 그중에서 닛칸스포츠는 일본에서 일어나고 있는 스포츠, 연예물에 대한 기사들을 펴내는 신문이다.

#### 미국
1690년 보스턴에서 벤자민 해리스가 Publick Occurrences Both Forreign and Domestick를 출판하였다. 이것은 미국 식민지 최초의 신문으로 간주되지만, 제1판만이 출판되었다가 정부에 의해 억압을 받았다.
현재 미국에서는 뉴욕 타임스, 워싱턴 포스트 등의 주요 신문이 있다. 최근에는 허핑턴 포스트 등의 인터넷 신문도 큰 영향력을 얻고 있다.

## 같이 보기
- 신문 목록
- 한국어 신문 목록
- 발행 부수별 세계 신문 목록
- 인터넷 신문
- 타블로이드
- 잡지
- 간행물